# Mara Oprea
Mara Doriana Oprea ( n. 22 august 2000, București), cunoscută ca Mara Oprea, este o actriță, dansatoare și pianistă română. Ea și-a făcut debutul în actorie interpretând personajul principal, Adela, din serialul Adela.

## Studiile
Mara Oprea a absolvit Colegiul Național Elena Cuza (profil pedagogic) și Universitatea Națională de Artă Teatrală și Cinematografică „Ion Luca Caragiale” din București, secția Actorie.

## Hobby-uri și carieră
În copilărie, Mara a cântat în trupa de pici a Alinei Sorescu.
A absolvit Școala de Muzică, clasa pian (8 ani), dar a luat și lecții de canto.
A mai făcut 11 ani de balet la Opera Națională București, participând în spectacole pe scene naționale si internaționale.
În anul 2021, a debutat în actorie odată cu serialul Adela de pe Antena 1, produs de Ruxandra Ion și Dream Film Production, unde a interpretat rolul principal, Adela. În prezent, joacă în spectacolul „Care pe care” alături de Oana Moșneagu, Alecsandru Dunaev, Daniel Nuță și Anca Sigartău, care este și regizoarea piesei de teatru. Din 2023 până în 2024, a jucat și în serialul Lia - Soția soțului meu, tot la Antena 1.

## Roluri
- Adela, în Adela (serial din 2021)

- Lola, în spectacolul „Lecții despre iubire și creier” (Teatrul Metropolis)

- Helen Brown, în spectacolul „Care pe care”(Teatrul Globe)

- Carla, în Lia - Soția soțului meu (2023)
- Julieta, în spectacolul "Romeo și Julieta" (Shakespeare Imaginarium)
- Bianca, în spectacolul "Îmblânzirea scorpiei" (Shakespeare Imaginarium)